# 愛德蒙 (奧克拉荷馬州)
愛德蒙（英語：Edmond）是美国奧克拉荷馬州奧克拉荷馬縣中的一個城镇，也是奧克拉荷馬市都會區的一部份。在2020年美國人口普查中，愛德蒙共有94,428人，成為該州人口第六多的城镇。